# Midskogstjärnen, Dalarna
Midskogstjärnen är en sjö i Vansbro kommun i Dalarna och ingår i Dalälvens huvudavrinningsområde.